# رابان صاوما
رابان صاوما هو سفير ارغون خان الملك المغولي الذي كان يحكم بلاد فارس وهي تحت السيطرة المغوليه إلى ملوك الغرب الأوروبى للتحالف معهم ضد دولة المماليك في مصر والشام.